# Deus Ex (série)
Deus Ex é uma série de jogos eletrônicos de tiro em primeira pessoa, ambientados em meados do século XXI. A série foi lançada originalmente para computador pessoal com temas cyberpunk que combinam elementos de RPG de ação e furtividade (stealth). Os dois primeiros jogos da série  criados exclusivamente para PC foram desenvolvidos pela Ion Storm e a Eidos Montreal encarregou-se dos capítulos mais recentes da série, após o fechamento da Ion Storm. Os jogos da Ion Storm foram publicados pela Eidos Interactive, e todas as mídias da Eidos-Montréal foram publicadas pela Square Enix até 2022, quando a propriedade foi vendida para a Embracer Group. Hoje os jogos da série são lançados para várias plataformas. Em Deus Ex, a ação decorre no século XXI, e foca-se no conflito entre facções secretas que desejam controlar o mundo por procuração, nos efeitos das atitudes transumanistas e nas tecnologias num futuro distópico.
Actualmente a série consiste em cinco jogos: Deus Ex (2000), Deus Ex: Invisible War (2003), Deus Ex: Human Revolution (2011), Deus Ex: The Fall (2013) e Deus Ex: Mankind Divided (2016). A Eidos anunciou em Outubro de 2013 que os futuros jogos da série teriam como base o nome Deus Ex Universe. Ao longo dos anos os jogos Deus Ex receberam aclamação por parte da critica e venderam mais de 4.5 milhões de unidades.

## Resumo da série
Embora cada jogo tenha uma história distinta, todos eles se passam no mesmo mundo, uma Terra do futuro que evoluiu para uma sociedade cyberpunk distópica. Nesse cenário, várias organizações competem pelo controle geral do mundo. Várias das sociedades mencionadas ou mostradas são inspiradas em sociedades secretas e teorias da conspiração do mundo real e inventadas. A única constante na série são os Illuminati, embora a FEMA, o Majestic 12 e os Cavaleiros Templários também sejam apresentados. Os personagens principais da série possuem habilidades sobre-humanas adquiridas artificialmente, chamadas de "aumento".
Deus Ex se passa em 2052, enquanto o mundo enfrenta uma crise causada por um misterioso nanovírus chamado Morte Cinzenta. No meio da crise, JC Denton, um agente novato nano-aumentado da Coalizão Antiterrorista das Nações Unidas (UNATCO), é enviado para eliminar células terroristas, mas acaba sendo atraído para os vários esquemas de facções rivais e sociedades secretas, que são responsáveis pela epidemia. Ao chegar na Área 51, Denton tem a escolha entre neutralizar a tecnologia e mergulhar o mundo em uma segunda era das trevas, aliando-se aos Illuminati, ou fundindo-se com uma IA avançada para impor uma ditadura benevolente. Guerra Invisível se passa vinte anos depois, após uma enorme depressão econômica e um período de guerra chamado Colapso que foi indicado pelas ações de Denton e uma combinação de possíveis eventos do primeiro jogo. O protagonista do jogo, Alex D, um clone de Denton, é atraído para um conflito entre duas facções aparentemente opostas e descobre facções conspiratórias que buscam mudar drasticamente o mundo, incluindo JC Denton: Alex pode realizar missões para qualquer uma delas e, eventualmente, torna-se capaz de escolher qual organização deve governar o mundo.
Human Revolution se passa em 2027, vinte e cinco anos antes do primeiro título, onde as corporações estenderam sua influência além do alcance dos governos globais e o desenvolvimento de aumento biomecânico por algumas empresas de elite e poderosas ameaça desestabilizar a sociedade. O jogo segue Adam Jensen, o chefe de segurança da empresa de biotecnologia Sarif Industries. Após um ataque devastador à sede da Sarif, que o deixa perto da morte, Adam é forçado a passar por uma cirurgia radical de aumento e se envolve tanto na busca pelos atacantes quanto nas repercussões políticas e éticas da tecnologia de aumento. The Fall é uma história paralela, ambientada após o romance spin-off Icarus Effect. Ele segue a história de Ben Saxon, um ex-mercenário britânico do SAS aumentado, que está fugindo de seus antigos empregadores, um grupo de mercenários aumentados que desempenham um papel crucial na trama de Human Revolution. Mankind Divided se passa em 2029, dois anos após os eventos de Human Revolution em um mundo lidando com as consequências dos eventos do jogo anterior. Independentemente da escolha feita por Adam no final de Human Revolution, os Illuminati distorceram sua mensagem e indivíduos aumentados são perseguidos e temidos. Um Adam desiludido trabalha com uma força-tarefa internacional (sugerida como precursora da UNATCO em Deus Ex) projetada para deter a crescente onda de terrorismo provocada pelos aumentados desprivilegiados e desesperados enquanto trabalha para descobrir os perpetradores dos eventos que levaram ao estado atual do mundo.

## Jogabilidade
Um elemento unificador em toda a série é a combinação de estilos de jogo de vários gêneros diferentes, incluindo RPG de ação, tiro em primeira pessoa e furtividade. Os elementos de RPG estão principalmente ligados ao aumento do personagem de uma maneira específica, gastando pontos de habilidade para criar personagens que podem ser focados em furtividade ou combate, ou um equilíbrio dos dois. A escolha do jogador é uma característica fundamental da série, com as ações do personagem do jogador afetando tanto o mundo ao seu redor quanto a maneira como os personagens não-jogadores (NPCs) reagem ao personagem: dependendo de qual facção eles pertencem, os NPCs podem elogiá-los e ser úteis, castigar, ignorar ou até mesmo atacá-los. Essa ênfase na escolha do jogador é mais evidente em Invisible War, onde os jogadores podem escolher o gênero e a cor da pele do personagem principal antes de começar, e têm a opção de executar missões e se aliar a quatro facções possíveis dentro 

## Jogos lançados
| Ano  | Titulo                    | Plataforma(s) | Plataforma(s) | Plataforma(s) | Plataforma(s) | Plataforma(s) | Plataforma(s) | Plataforma(s) | Plataforma(s) | Plataforma(s) | Plataforma(s) | Plataforma(s) |
| Ano  | Titulo                    | And           | iOS           | Mac           | PS2           | PS3           | PS4           | Wii U         | Win           | Xbox          | X360          | XOne          |
| ---- | ------------------------- | ------------- | ------------- | ------------- | ------------- | ------------- | ------------- | ------------- | ------------- | ------------- | ------------- | ------------- |
| 2000 | Deus Ex                   | Não           | Não           | Sim           | Sim           | Sim (PSN)     | Não           | Não           | Sim           | Não           | Não           | Não           |
| 2003 | Deus Ex: Invisible War    | Não           | Não           | Não           | Não           | Não           | Não           | Não           | Sim           | Sim           | Não           | Não           |
| 2011 | Deus Ex: Human Revolution | Não           | Não           | Sim           | Não           | Sim           | Não           | Sim           | Sim           | Não           | Sim           | Não           |
| 2013 | Deus Ex: The Fall         | Sim           | Sim           | Não           | Não           | Não           | Não           | Não           | Sim           | Não           | Não           | Não           |
| 2016 | Deus Ex Go                | Sim           | Sim           | Não           | Não           | Não           | Não           | Não           | Não           | Não           | Não           | Não           |
| 2016 | Deus Ex: Mankind Divided  | Não           | Não           | Não           | Não           | Não           | Sim           | Não           | Sim           | Não           | Não           | Sim           |

O Deus Ex original foi concebido por Warren Spector em 1994 sob o título provisório Troubleshooter. O principal motivo por trás de Deus Ex foi a crescente antipatia de Spector por jogos de fantasia ou ficção científica e o desejo de criar algo novo e diferente. Em uma entrevista, ele afirmou que queria imitar os estilos de jogo envolventes de jogos como Ultima Underworld. Eventualmente, após ser rejeitado pela Origin Systems, a empresa com a qual ele estava trabalhando na época, e pela Looking Glass Studios, o projeto de Spector foi escolhido pela Ion Storm. De acordo com Spector, eles pediram que ele "fizesse o jogo dos seus sonhos". O título Deus Ex foi criado para representar aspectos do enredo do jogo e para zombar das técnicas de design que eram predominantes na maioria dos jogos da época. As influências do jogo incluíram Suikoden, Half-Life e GoldenEye 007.
O segundo jogo da série, Invisible War, foi revelado na E3 2002. Os designers escolheram permitir que os jogadores escolhessem o gênero do personagem do jogador, uma ideia concebida para o jogo original. Após o lançamento de Invisible War, a Ion Storm iniciou a pré-produção de uma prequela de Deus Ex duas vezes, mas nenhuma delas se concretizou. Este período viu Harvey Smith, o designer principal de Deus Ex, e Spector deixando a Ion Storm em 2004, com o primeiro citando problemas de saúde e o último dizendo que desejava seguir seus próprios projetos. Mais tarde, devido à reestruturação da Eidos Interactive, a Ion Storm foi fechada no ano seguinte. Um terceiro jogo focado em multijogador intitulado Deus Ex: Clan Wars estava sendo originalmente feito pela Crystal Dynamics, mas devido ao baixo desempenho comercial de Invisible War, ele foi distanciado da série Deus Ex e renomeado para Project Snowblind.
Human Revolution foi anunciado em 2007 sob o título provisório Deus Ex 3. A criação do jogo foi feita pela Eidos-Montréal e pela empresa-mãe do desenvolvedor, Square Enix, cujo departamento Visual Works criou os filmes CG para o jogo. O jogo se tornou a primeira entrada da série a receber conteúdo para download na forma de The Missing Link, um episódio extra projetado para preencher uma lacuna narrativa no jogo.
The Fall foi anunciado em 2013, para iPhone e iPad. Situado dentro do período de Human Revolution, o jogo foi criado pela equipe principal do jogo anterior e uma equipe do desenvolvedor de celulares N-Fusion.
Mankind Divided foi anunciado em 2013 (sem título na época) quando a Eidos-Montréal anunciou que estava trabalhando em um novo título da série para PC e plataformas de última geração, e que seria a primeira parte de um projeto transmídia maior chamado Deus Ex: Universe. Seria revelado em 2015 com seu nome oficial acompanhado de um trailer de anúncio.
Mankind Divided, jogo lançado em 2016, o enredo ocorre dois anos depois de Human Revolution. Adam Jensen retorna como protagonista principal. Vivendo em um mundo onde os humanos aumentados são temidos e odiados, Adam Jensen se junta ao GO29, um grupo de contraterrorismo financiado pela Interpol, para impedir uma ameaça orquestrada pelos Illuminati.

### Futuro
Em janeiro de 2017, foi relatado que uma sequência planejada para Mankind Divided foi cancelada.
Em novembro de 2022, Jason Schreier da Bloomberg News relatou que a Eidos-Montréal estava nos estágios "muito iniciais" de desenvolvimento de um novo jogo Deus Ex. Em janeiro de 2024, ele relatou que o Embracer Group havia cancelado este jogo, que estava em desenvolvimento há dois anos.

## Recepção critica
| Jogo                      | GameRankings                           | Metacritic                             |
| ------------------------- | -------------------------------------- | -------------------------------------- |
| Deus Ex                   | (PC) 91.03% (PS2) 82.97% (MAC) 94.00%  | (PC) 90/100 (PS2) 81/100               |
| Deus Ex: Invisible War    | (PC) 83.65% (XBX) 85.36%               | (PC) 80/100 (XBX) 84/100               |
| Deus Ex: Human Revolution | (PC) 90.19% (PS3) 89.89% (X360) 89.57% | (PC) 90/100 (PS3) 89/100 (X360) 89/100 |
| Deus Ex: The Fall         | (iOS) 70% (PC) 44%                     |                                        |

No geral, a série Deus Ex foi bem recebida pelos críticos, com os enredos dos jogos e a liberdade de escolha sendo os principais pontos de elogio.
O primeiro jogo ganhou vários prêmios de várias publicações de jogos eletrônicos, e foi elogiado pela crítica na época, embora seus gráficos tenham sido alvo de algumas críticas.
Invisible War também foi bem recebido, mas não teve o mesmo sucesso de seu antecessor, com muitos elementos de sua jogabilidade e história sendo alvos de críticas, mas muitos elogiando sua jogabilidade ramificada e o alto nível de caminhos que o jogador poderia seguir pela história.
Human Revolution recebeu muitos elogios da crítica, com muitos críticos elogiando a natureza aberta do jogo e o peso da interação social no resultado dos eventos.
The Fall foi mais misto a negativo, com elogios indo para a tentativa do jogo de trazer o universo Deus Ex para uma plataforma portátil, mas muitos outros aspectos recebendo elogios e críticas. A versão para PC foi criticada por ser uma porta ruim de celular para computador.